# Synagoge Mülheim am Rhein

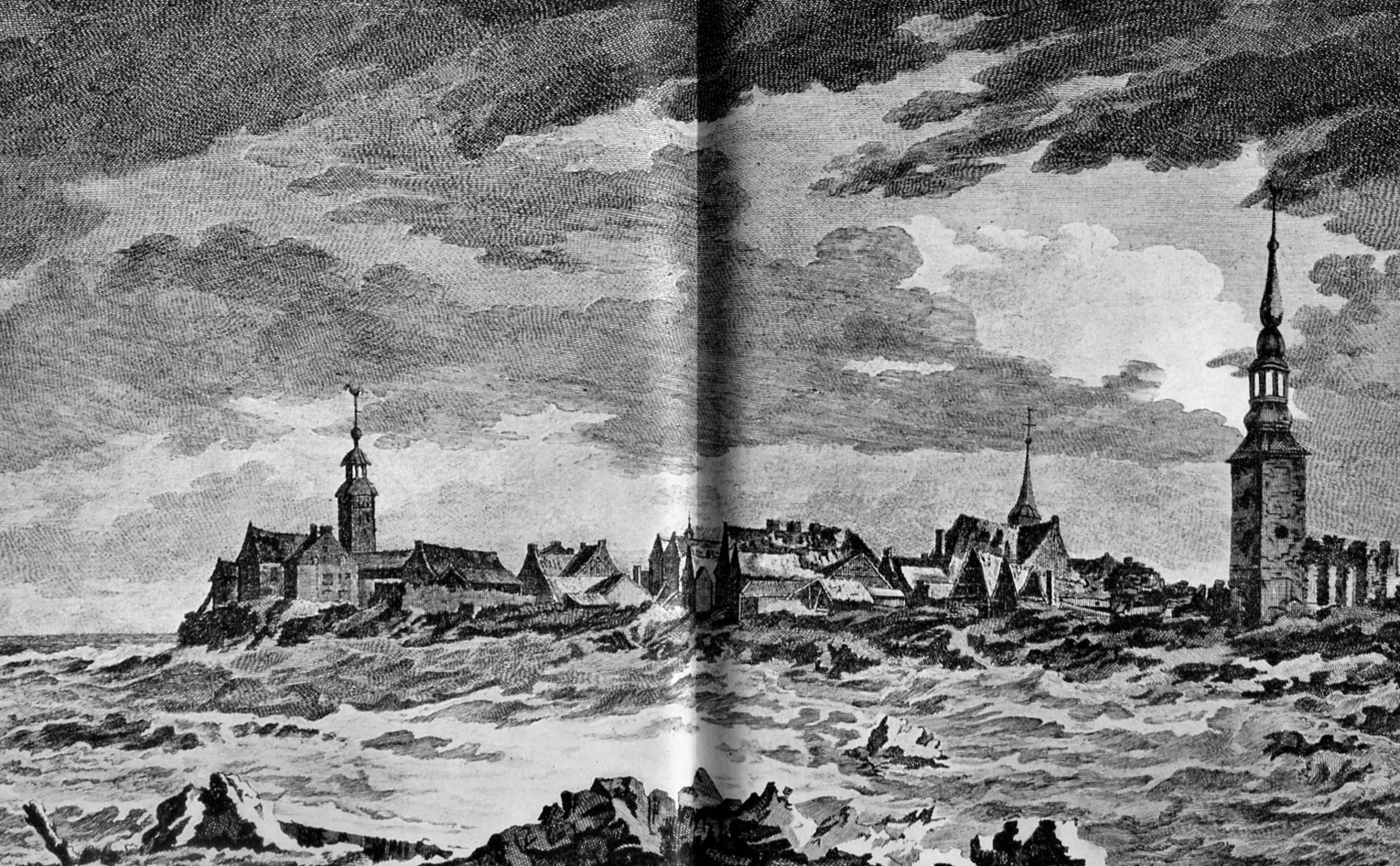
Stahlstich mit der Darstellung des Eisgangs 1784, bei dem die Mülheimer Synagoge zerstört wurde

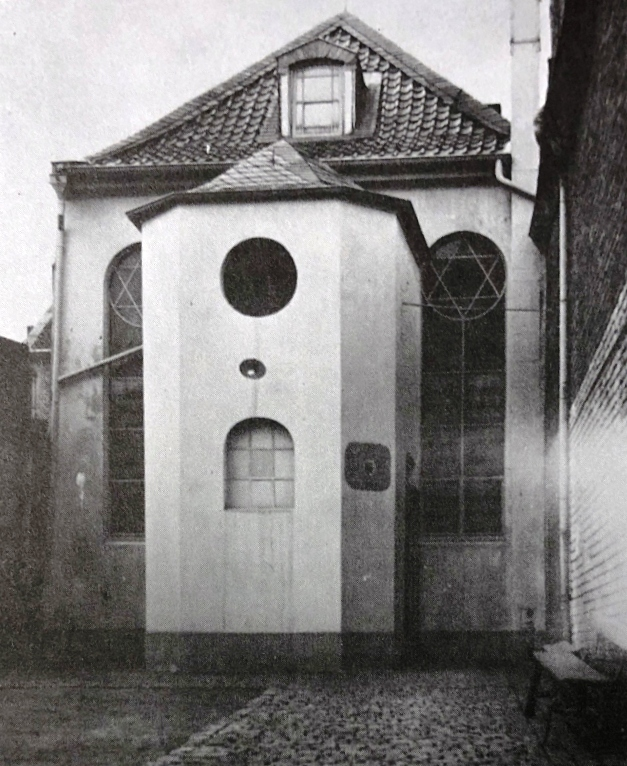
Foto der Synagoge (ca. 1910)

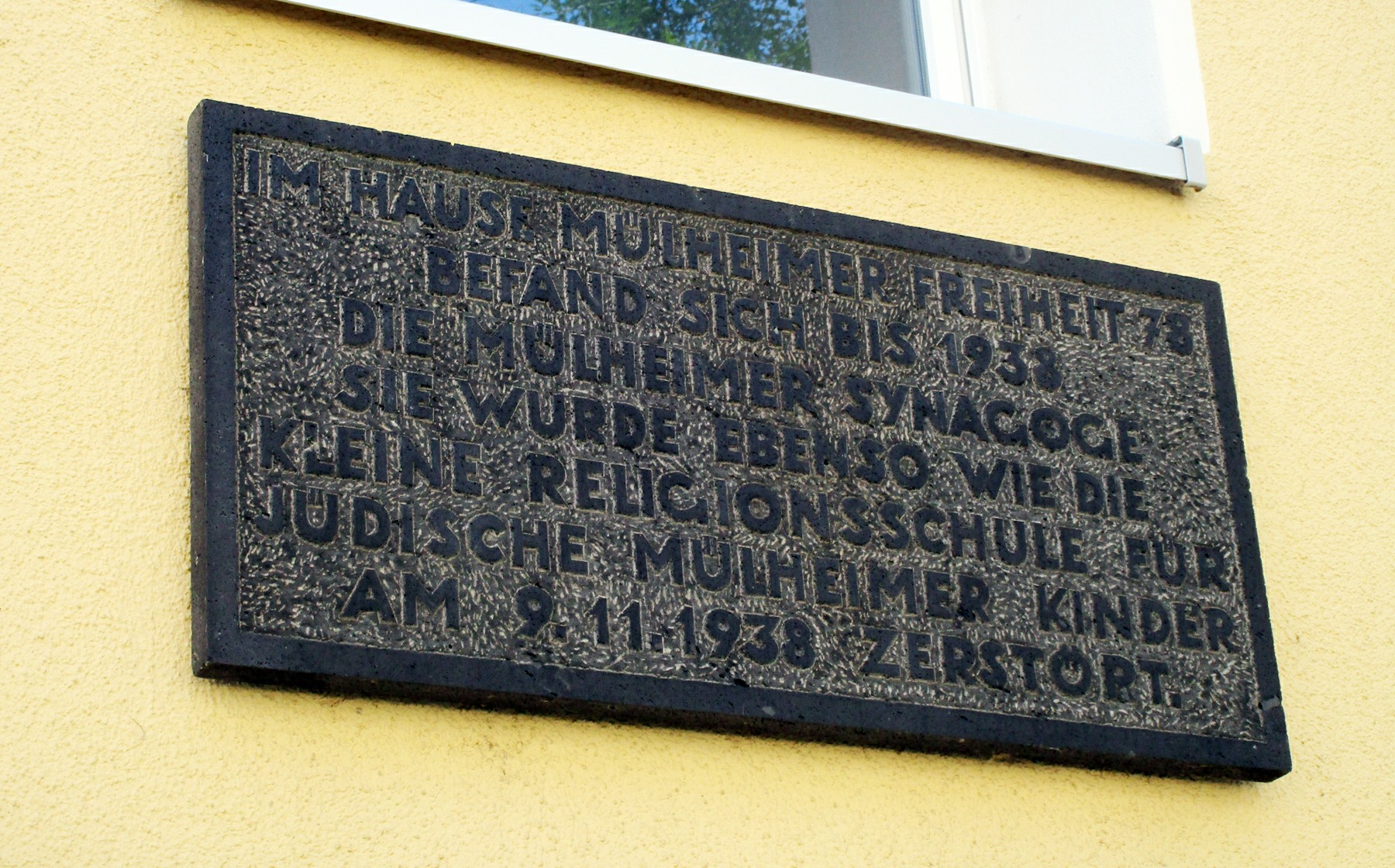
Gedenktafel am ehemaligen Standort der Synagoge Mülheim am Haus Mülheimer Freiheit 78 (Foto: 2023)

Als Synagoge Mülheim am Rhein werden zwei Gebäude bezeichnet, die bis 1784 bzw. 1938 im heutigen Kölner Stadtteil Mülheim als Synagoge dienten.

## Geschichte

### Erste Synagoge (bis 1784)
Vermutlich Mitte des 17. Jahrhunderts gründete sich in Mülheim eine kleine jüdische Landgemeinde, „Kehillah“ genannt. Ein erstes „Bethaus“ befand sich vor 1770 im Haus von Simon Cain und wurde von den Mülheimern „die Synagoge“ genannt. Dieses Gebäude befand sich an der heutigen Mülheimer Freiheit Nr. 5. Im Februar 1784, an einem Schabbat, wurde die Synagoge in Mülheim durch ein fatales Hochwasser zerstört, das als eine der größten Naturkatastrophen der frühen Neuzeit in Mitteleuropa gilt. Neben den Fluten, die große Flächen überschwemmten, waren es vor allem auf dem Rhein hochgetürmte Eisschollen (Eisgang), die mehrere Orte – neben Mülheim auch Deutz und die dortige Synagoge – verwüsteten. Nach einem plötzlichen Temperatursprung kam es zu einem Rekordpegel von 13,55 Metern ("normal" sind 3,48 Meter). 21 Mülheimer ertranken und rund zwei Drittel der Häuser wurden zerstört.
Mendel Isaak beschrieb den Verlust der Einrichtungs- und Kultusgegenstände durch den Eisgang: „Es blieben uns keine Machsorim, Tefillos und Tallesim. Und am darauffolgenden Purim las man die Megilla im Hause des R. Mendel. Wir waren ohne Tora, bis zum siebenten Tage (Pessach) die Gemeinde Amsterdam eine neue ‚Sefer Tora‘ mit dem Postwagen hierher sandte.“

### Zweite Synagoge (1788/89 bis 1938/56)
Der Mülheimer Gelehrte Elieser Cain stiftete ein schmales, hochwassersicheres Grundstück an der Freiheit. 1788 oder 1789 wurde an dieser Stelle ein von dem Mülheimer Baumeister Wilhelm Hellwig entworfener Neubau eingeweiht. Ursprünglich sollte die neue und größere Synagoge an der Straßenfront entstehen, genehmigt wurde aber nur eine Hinterhofsynagoge, weshalb ein Wohn- und Gemeindehaus davor gesetzt wurde. Der Bau – ein „architektonisches Kleinod“ – wurde nach Berichten gegen den mehrjährigen Widerstand der Stadtverwaltung durchgesetzt. Die Synagoge verfügte über eine Männerabteilung mit 17 Bänken und eine Frauenabteilung mit 4 Wandbänken. Ein Inventar von 1851 nennt sieben auf Pergament geschriebene Thorarollen als wichtigste Mobilargegenstände. Für den Bau brachte die sehr kleine jüdische Gemeinde von Mülheim große finanzielle Opfer.
Die Mülheimer Synagogengemeinde hatte wegen ihrer geringen Größe nie einen eigenen Rabbiner. Die religiösen Aufgaben wurden von „Lehrern“, „Vorsängern“ und anderen Männern der Gemeinde übernommen. Die Gemeinde umfasste zehn Familien im Jahr 1770; 1811 zählte man 13 verheiratete jüdische Männer, 13 verheiratete Frauen, einen Witwer,
zwei Witwen, 13 Knaben und 13 Mädchen, insgesamt 57 jüdische Bewohner. 1929 war die Höchstzahl von rund 310 Mitgliedern erreicht.
1847 wurde im Königreich Preußen das „Gesetz über die Verhältnisse der Juden“ erlassen, das den „Endpunkt einer Jahrhunderte langen Benachteiligung und Verfolgung der jüdischen Minderheit in der christlichen Mehrheitsgesellschaft“ darstellen sollte. Aber erst 1865 wurde die selbständige Mülheimer Synagogengemeinde gegründet. Nach der Eingemeindung von Mülheim nach Köln im Jahre 1914 bestand die Mülheimer Synagogengemeinde zunächst weiterhin als eigene Rechtsperson. Zu dieser Zeit hatte Mülheim zwar Mitglieder an Köln verloren, war aber weiterhin groß genug, um als eigene Gemeinde bestehen zu können: „Auch wollten die konservativ orientierten Mülheimer nicht von den liberalen Kölner Juden dominiert werden.“ Der Druck auf die Synagogengemeinden war mit dem zunehmenden Antisemitismus der 1920er Jahre aber so stark geworden, dass die Mülheimer sich schließlich doch unter das Dach der großen Kölner Gemeinde begaben. Die verstorbenen Mitglieder der Gemeinde wurden auf dem Jüdischen Friedhof Köln-Mülheim bestattet.
Die Synagoge lag versteckt hinter dem Gemeindehaus, das auch die jüdische Schule und eine Wohnung beherbergte. Die Schule wurde von den jüdischen Kindern in Mülheim besucht, bevor der Unterricht ab dem Jahr 1871 mangels Teilnehmern auf den Religions- und Hebräischunterricht beschränkt wurde. Der Lehrer Carl Brisch unterrichtete hier bis zu seinem Tod im Jahr 1900. Zeitzeugen der Mülheimer jüdischen Gemeinde berichteten von dem regelmäßigen Unterricht bei den Lehrern Leopold Vogel und Israel Janowski bis in die 1930er Jahre. Beide Lehrer sind mit ihren Familien in Majdanek und in Theresienstadt umgekommen.
Die Lehrerin Cilli Marx (1893–1972) beschrieb die Synagoge 1929 als „[…] klein und äußerlich unscheinbar. Sie wirkte feierlich mit einer inneren hohen, blauen Kuppel und goldenen Sternen. Der fünfseitige Vorbau zum Hof enthielt einen Chuppastein, eingemeißelt der Spruch: ‚Viel Glück! Eine Stimme der Wonne und eine Stimme der Freude, die Stimme des Bräutigams und die Stimme der Braut. Im Jahre 549 (1788/89) der kleinen Zeitrechnung.‘“ Noch immer werde das Geschenk der Amsterdamer Gemeinde aus dem Jahre 1784, die Torarolle, am 7. Pessachtag benutzt.
Während der nationalsozialistischen Novemberpogrome sollte nach Gestapo-Anweisung aus Berlin „besonders wichtiges Material“ in Mülheim sichergestellt werden. Die Synagoge wurde in den frühen Morgenstunden des 10. November 1938 angezündet und weitgehend zerstört. Das wertvolle Archiv der Synagogengemeinde ist seitdem verschollen. Im Zuge der Arisierung jüdischen Besitzes wurde das 85 Quadratmeter große Grundstück mit der Synagogenruine am 7. August 1942 für 12.500 Reichsmark an Köln-Mülheimer Eheleute verkauft, deren hier erbautes Wohnhaus dann 1944 durch Bombenangriffe total zerstört wurde. Nach der NS-Zeit stellte die wieder gegründete Synagogengemeinde Köln zum 1. Juli 1948 einen Antrag auf Rückerstattung für das Grundstück. Die Wiedergutmachungskammer des Landgerichtes Köln verfügte zum 20. April 1954 die Herausgabe gegen eine Entschädigung von 140 DM an die hinterbliebene Ehefrau (was etwa 1000 Reichsmark entsprach).
Die verbliebenen Ruinen der Gebäude wurden im Sommer 1956 abgetragen. An der Stelle des früheren Gemeindehauses entstand ein Mehrfamilienhaus. Lediglich eine Gedenktafel am Gebäude Mülheimer Freiheit 78 erinnert an den Standort der Synagoge. Die Inschrift auf der Tafel lautet „Im Hause Mülheimer Freiheit 78 befand sich bis 1938 die Mülheimer Synagoge. Sie wurde ebenso wie die kleine Religionsschule für jüdische Mülheimer Kinder am 9.11.1938 zerstört.“